# Stara sinagoga u Sarajevu
Il kal grandi (Veliki hram), najstarija je sarajevska sinagoga. Poznata je još pod imenom Stara sinagoga, Sijavuš-pašina daira, Il Kal vježu (Stari hram), Kortiž, Kortižiko (Kurtižiko) i Čifuthana. 

## Povijest
Stara sinagoga je podignut 1580. godine, kada je rumelijski beglerbeg Sijavuš-paša dao novac za izgradnju velikog stambenog objekta za judaističku sirotinju Sarajeva (koji je bio poznat kao Sijavuš-pašina daira, ili Velika avlija). Do kraja 16. stoljeća u prostoru Velike avlije nastaje prva sinagoga, Stari judaistički hram. 
Hram je gorio nekoliko puta. U velikim sarajevskim požarima gorio je dva puta, prvi put 1697. godine, kad je Sarajevo popalio Eugen Savojski, drugi put 1788. godine. Nakon požara iz 1788., koji je zahvatio "jevrejsku mahalu" i okolne mahale, srušio se i krov sinagoge. Hram je obnovljen 1813. godine, kada je dobio današnji izgled. Hram je temeljito obnovljen 1909. godine, kada je dobio električnu rasvjetu, a kameno pročelje je ožbukano i postavljen je novi krov.
Unutrašnji prostor Starog hrama podijeljen je na tri broda. Njegov prednji dio je posvećeni prostor i služi za propovijed, a dva bočna broda hrama, kao i dio na sjevernom dijelu, imali su po dva kata, što je bio uvjet bogoslužja. Prostor na katu bio je namijenjen ženama, dok su u prizemlju bili muškarci.
Nakon nacističke okupacije Sarajeva, 1941. godine, hram je opljačkan i demoliran. U njemu su prije deportacije u koncentracijske logore bili zatočeni sarajevski Židovi, a krajem Drugog svjetskog rata hram je služio i kao magazin. Po završetku rata, 1957. godine, izvršena je temeljita rekonstrukcija objekta, koji je 1966. godine pretvoren u Muzej Židova Bosne i Hercegovine, odjel Muzeja Sarajeva.
Il Kal grandi je proglašen 2003. godine Nacionalnim spomenikom Bosne i Hercegovine.